# IJlst
IJlst (fryz. Drylts) – miasto w północnej Holandii, we Fryzji. Leży w gminie Súdwest Fryslân. Jedno z 11 miast Fryzji, otrzymało prawa miejskie w 1268 roku. 

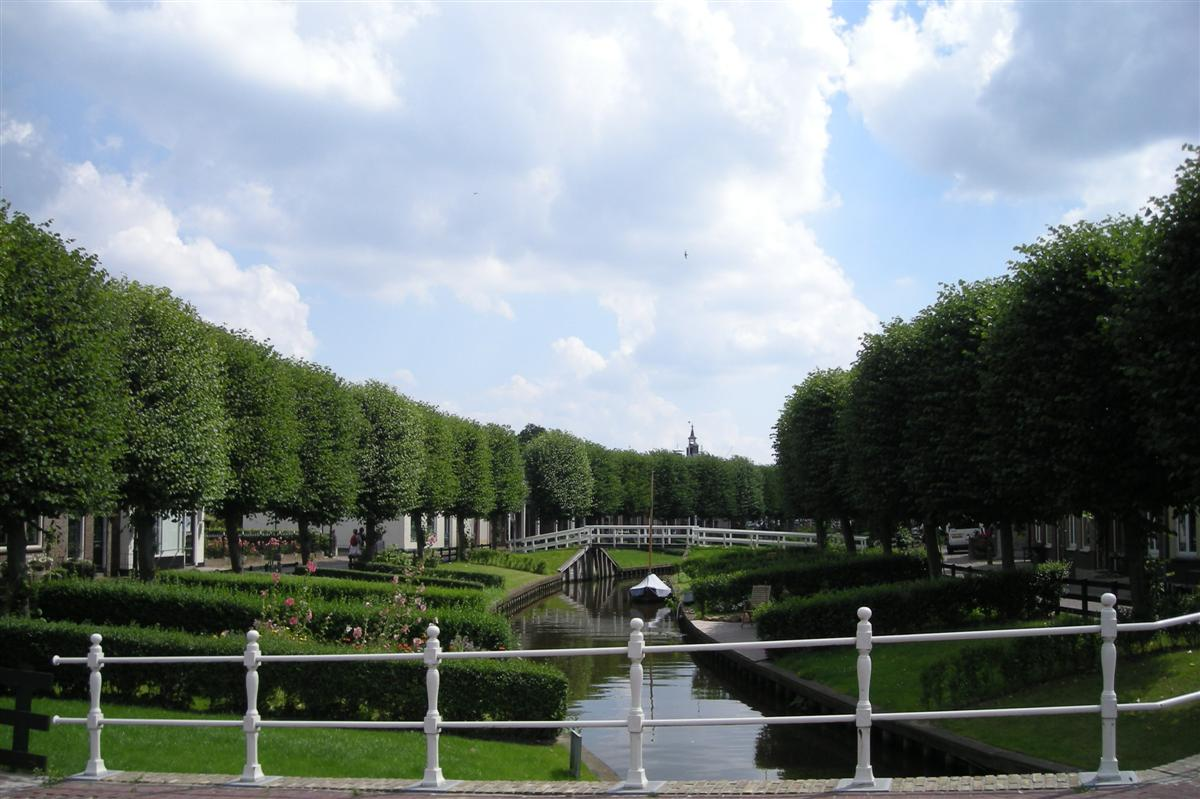
Główna ulica w mieście